# Ravid'vour'voir
Ravid’vour’voir est un groupe français formé fin 1998 en Lorraine, à Nancy.
Au carrefour de multiples styles, dont la chanson française, le reggae, le swing et la musique alternative, Ravid’vour’voir fut un groupe très actif de la scène « festive » française jusqu’au 5 août 2007, dernière date de la tournée Cabaret électrique, au festival Lezart’sceniques de Sélestat.
Avec 3 albums (Un Tour Ailleurs, Les Galipettes, Live) et 2 maxis (Ravid’vour’voir, Je ne Réponds plus de rien) écoulés à près de 10 000 exemplaires, et plus de 500 concerts à leur actif, « les ravis » ont sillonné la France, l’Europe et le bassin méditerranéen, se produisant en Croatie, en Macédoine, en Turquie, au Maroc, en Espagne et dans la plupart des pays frontaliers. 
Reçu de nombreuses fois sur France Inter (« Le fou du Roi », « Sous les étoiles exactement »), découverte officielle du Printemps de Bourges, régulièrement cité sur des compilations nationales (Active Sound, Pas vu à la Télé, X-agonal rock), Ravid’vour’voir a choisi de mettre un terme à ses tournées et ses productions en 2007, laissant toutefois entendre qu’il pourrait se reformer ultérieurement.
Damien Robert (guitare/chant), Bruno Derpmann (Basse), Laurent Piquard (Batterie), Fred Branco (accordéon), Jean-René Mourot (Piano, Trompette), Fred Villard (Batterie), Marco Derpmann (Accordéon), Ben Rees (Chant) et Marc Nees (Trompette, Scat) furent les principaux musiciens de Ravid’vour’voir, qui put compter sur le travail de son manager Alex Bianchi et d’ABDC Prod, Divan Bleu Records, Mosaic Music, Fairwood Music, 2D Tour, Jaycee Prod, Sin Zeo, Mapex, Meinl, Godin, la Ville de Nancy, etc.
Aujourd’hui, ces musiciens évoluent dans d’autres projets, notamment Roberdam, Les Garçons Trottoirs, Bianchi, Scapin  ou Youss and the Wiz.